# Путивск
Путивск (укр. Путивськ) — село в Новгород-Северском районе Черниговской области Украины. Население — 73 человека. Занимает площадь 0,35 км².
Почтовый индекс: 16062. Телефонный код: +380 4658.

## Власть
Орган местного самоуправления — Горбовский сельский совет. Почтовый адрес: 16062, Черниговская обл., Новгород-Северский р-н, с. Горбово, ул. Школьная, 25.